# Elaborazione di immagini

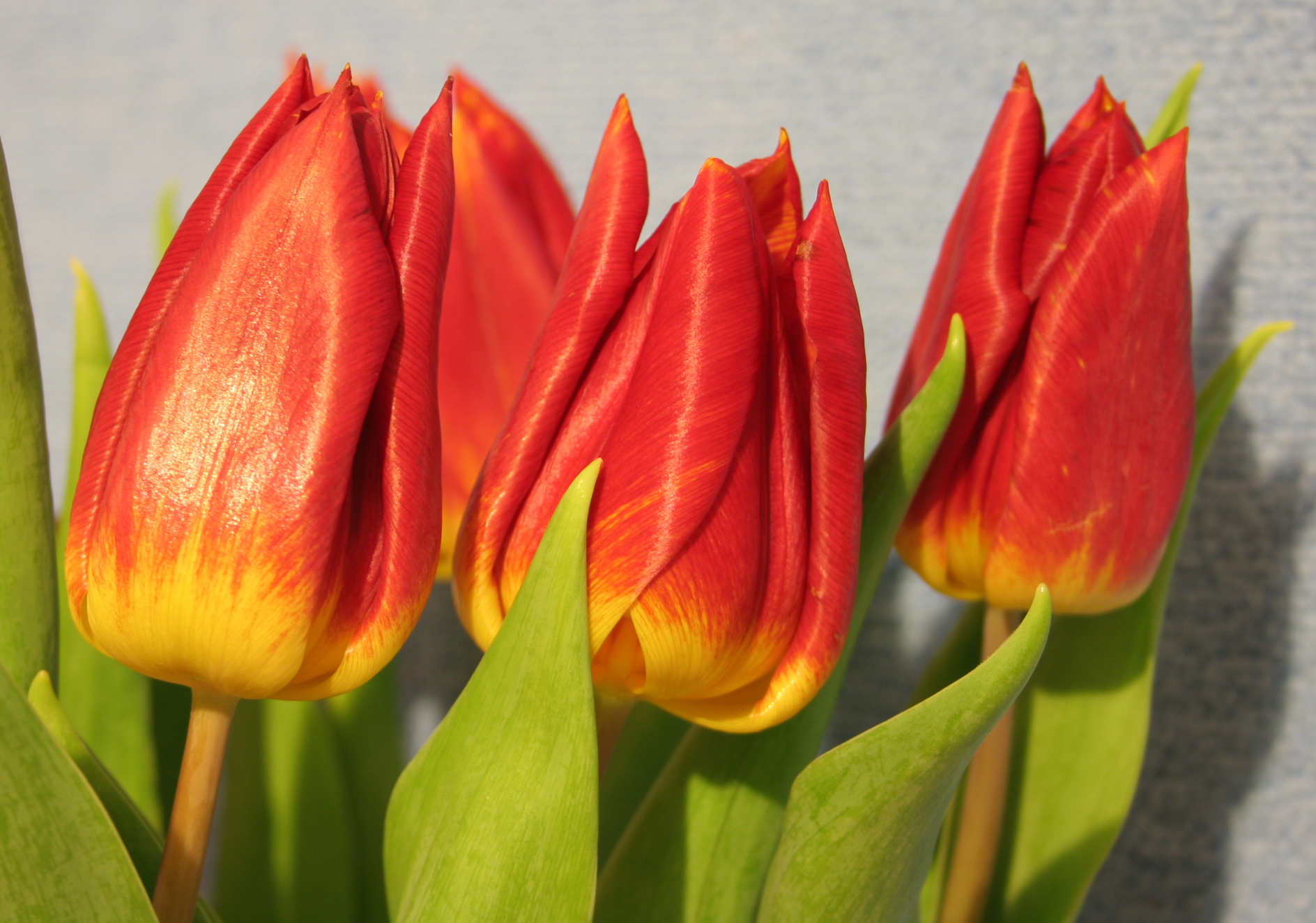
Originale a colori.

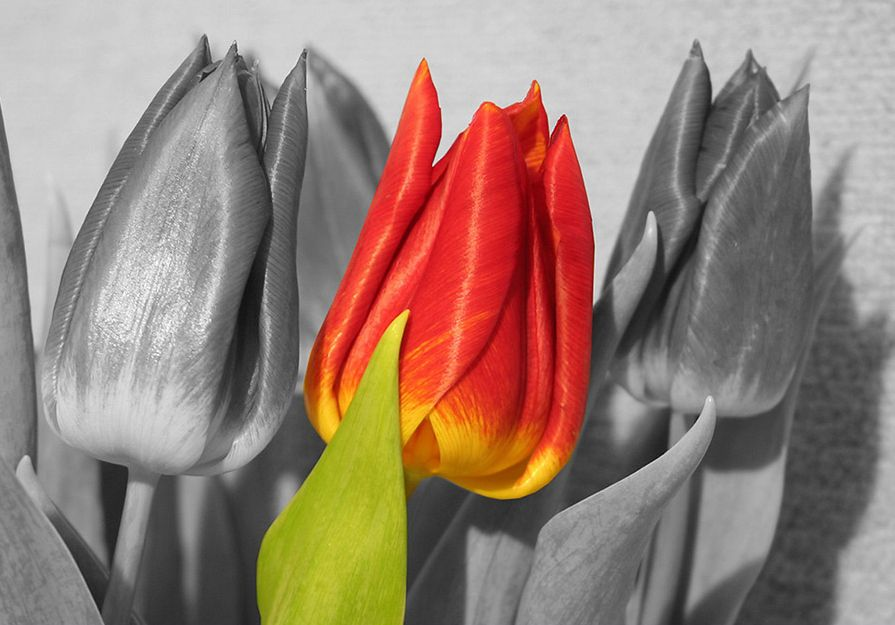
Evidenziare una sezione tramite l'uso dei colori. (Desaturazione selettiva)

L'elaborazione digitale di immagini si occupa dello sviluppo di immagini digitali (nella maggior parte dei casi foto o documenti scannerizzati) attraverso l'uso del computer, nello specifico di un editore di grafica. Queste immagini vengono modificate con lo scopo di migliorarle, modificarle, ritoccarle, o mediante l'aggiunta di un elemento che non era presente al momento dello scatto o della sua scannerizzazione, al fine di ottenere il risultato desiderato.
Uno dei motivi per cui l'immagine possa aver bisogno dell'elaborazione digitale può essere la presenza di un errore che si è presentato in fase di scannerizzazione o di scatto, come per esempio di sovraesposizione, sottoesposizione, mancanza di contrasto, rumore nell'immagine, effetto occhi rossi, illusione ottica, ecc. Questi errori possono incorrere per via di anomalie tecniche negli apparecchi fotografici, scanner, condizioni di lavoro precarie, errori in fase di scatto o file originali difettosi.
Le immagini alla destra mostrano alcune delle potenzialità dell'elaborazione di immagini: l'immagine in alto è sottoesposta, il testo offuscato e il soggetto decentrato. L'immagine in basso è più nitida e correttamente esposta e il soggetto si trova in una posizione più centrata, quindi più visibile.
Il ritocco digitale viene preferito sempre più, a discapito di quello tradizionale e spesso l'elaborazione dell'immagine viene automaticamente eseguita nella fase di salvataggio dell'immagine appena scattata.
L'elaborazione di immagini non si deve confondere con l'elaborazione numerica di segnali né con la grafica.

## Alcune funzioni dell'elaborazione digitale di immagini

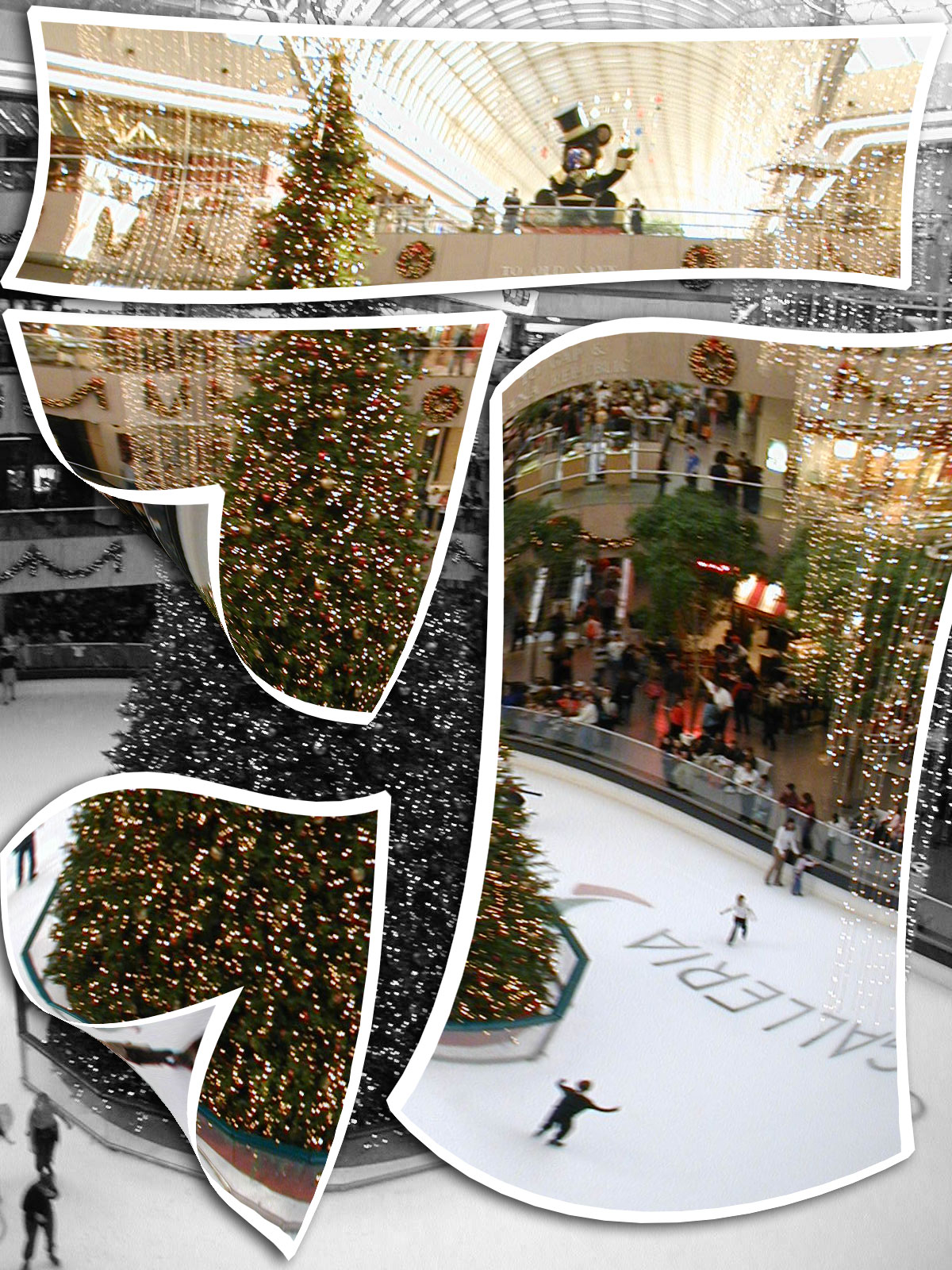
Effetti grafici.

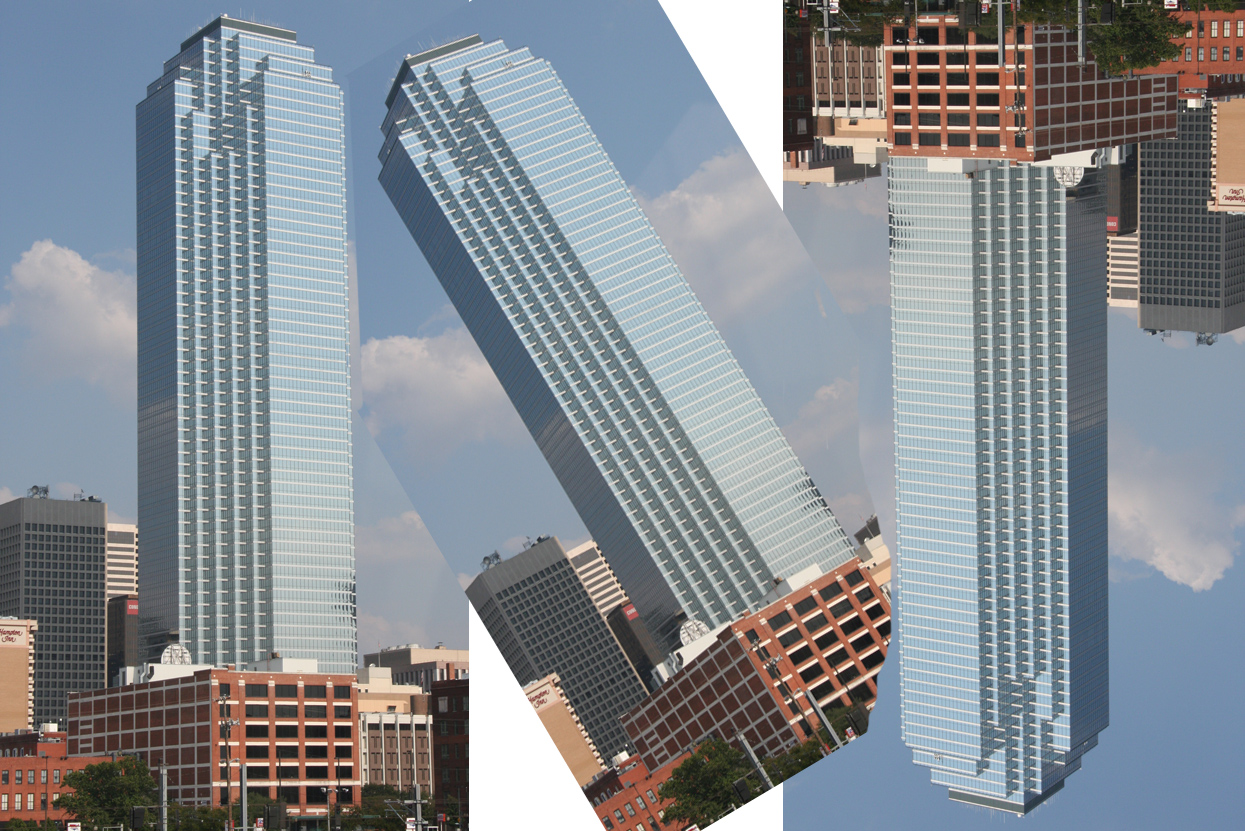
Esempio di rotazione dell'immagine.

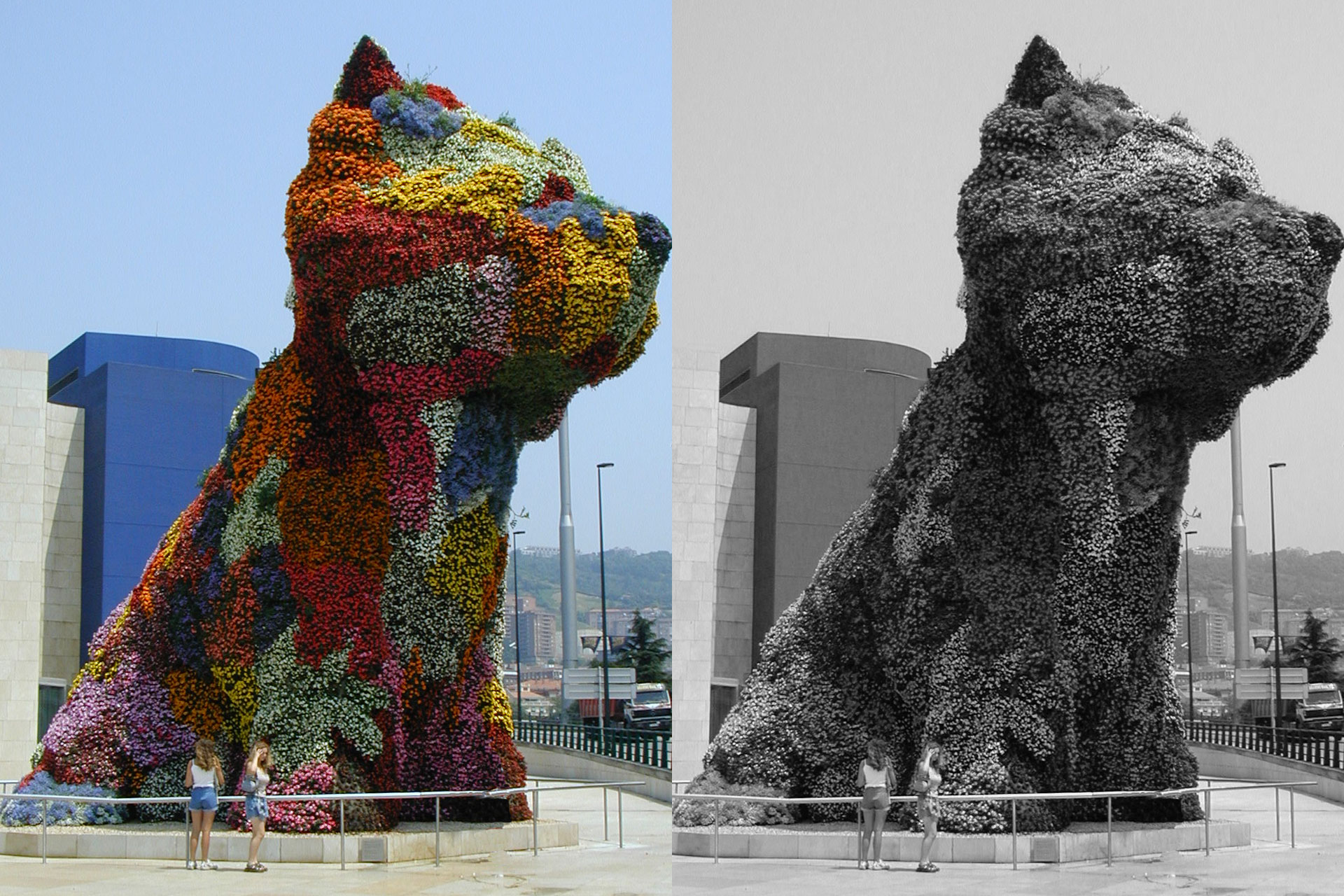
Esempio di trasformazione di una foto a colori in una in bianco e nero.

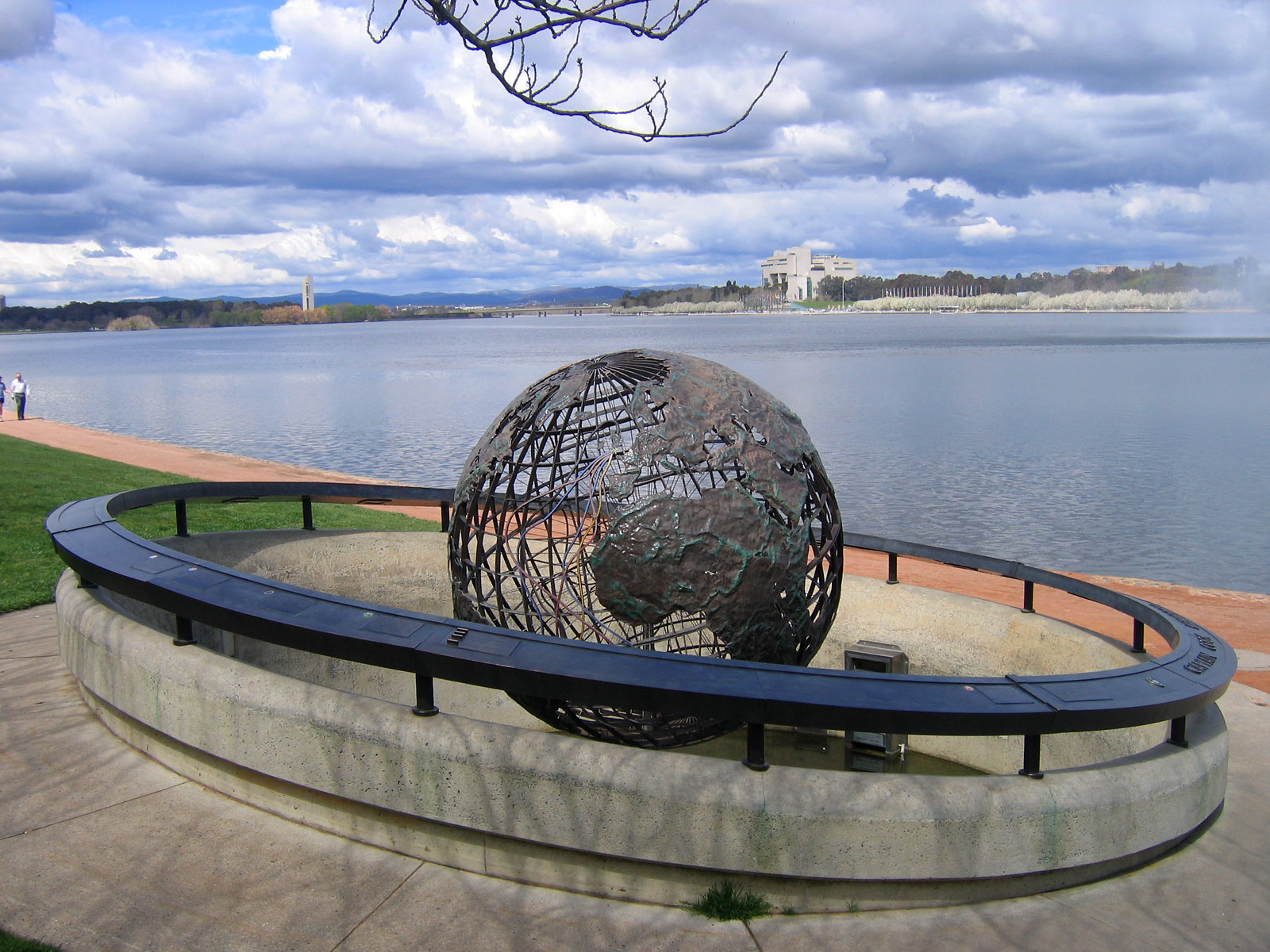
Immagine originale.

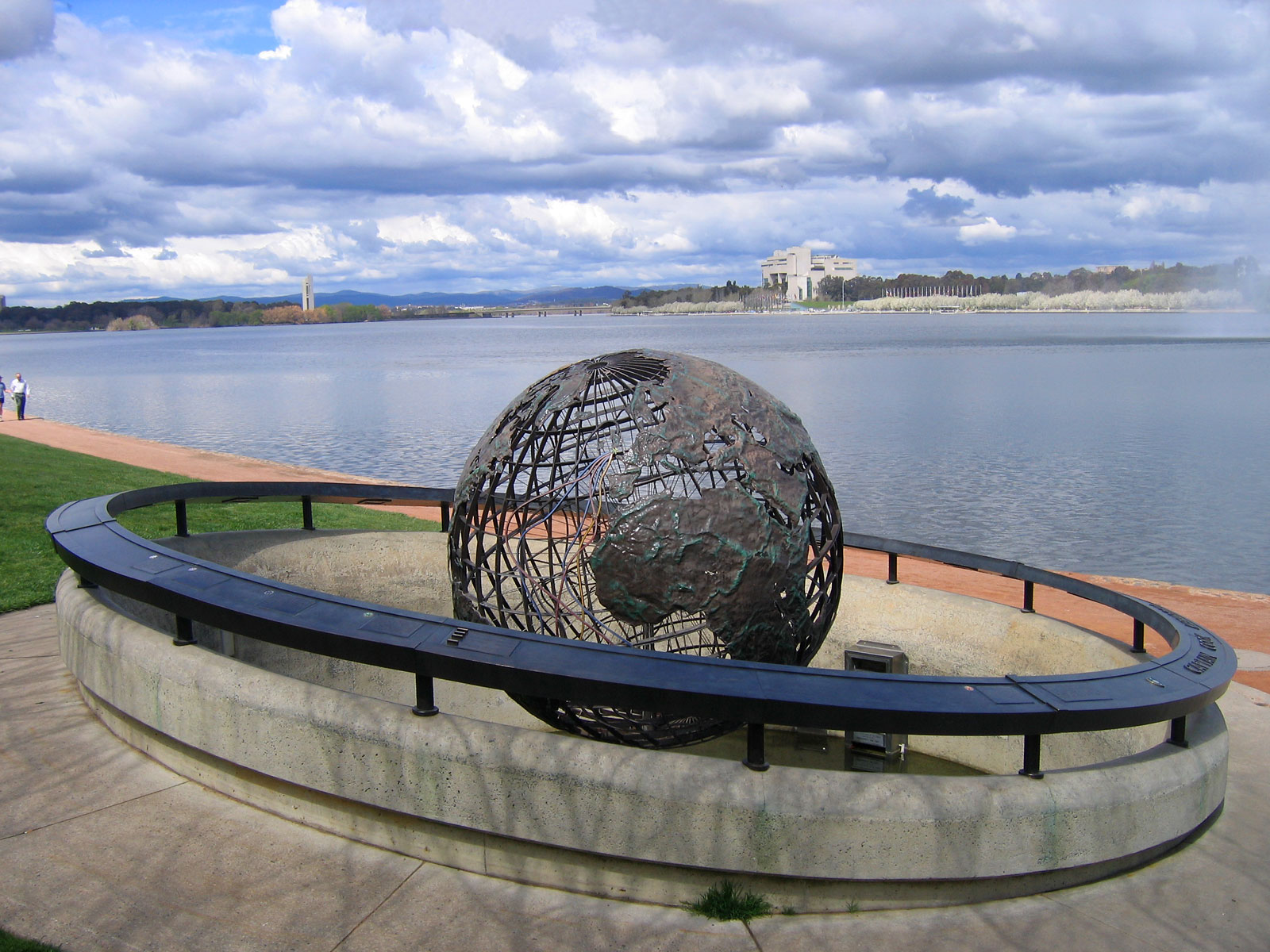
I rami dell'immagine originale sono stati eliminati con il timbro.

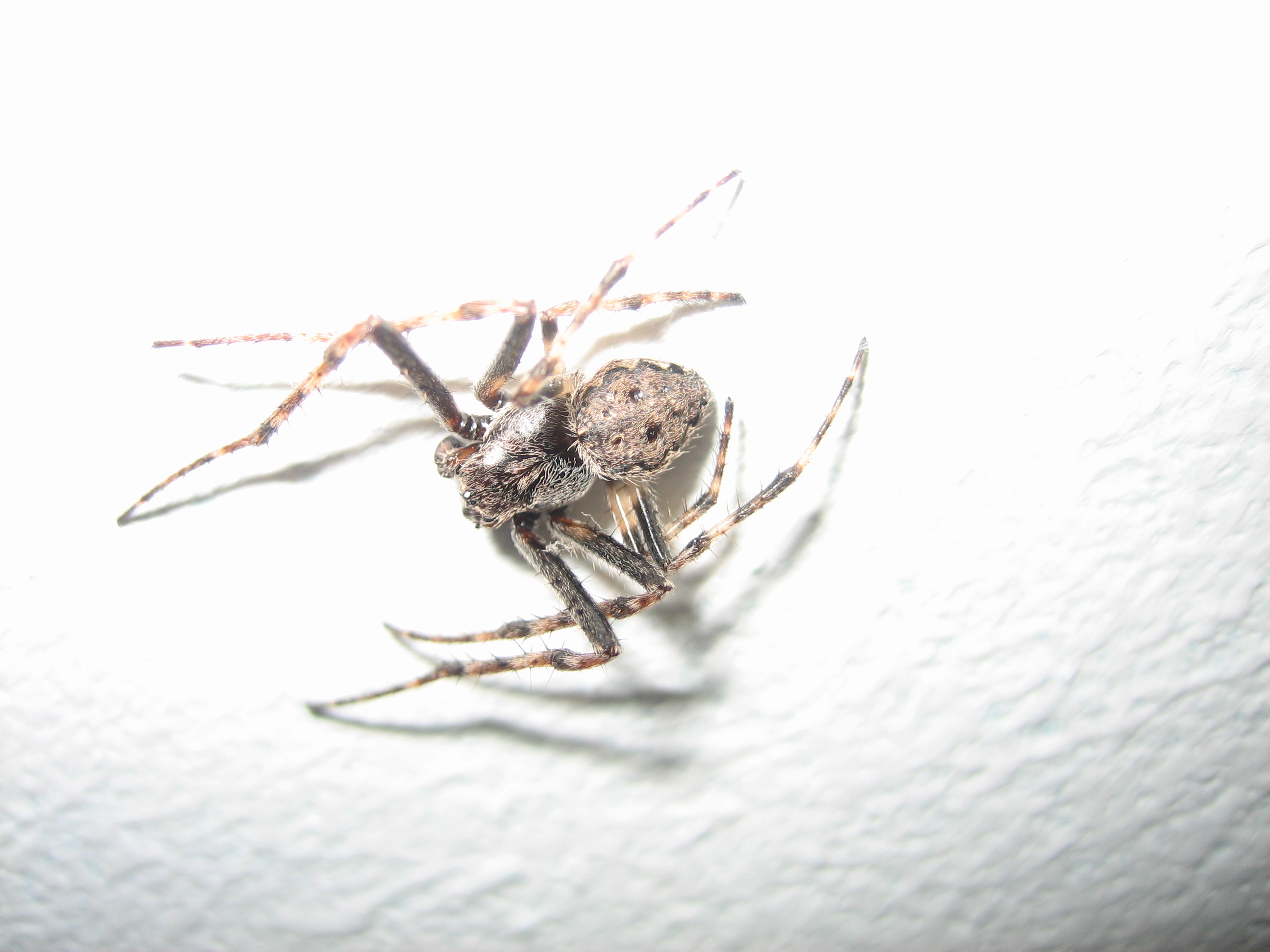
Immagine originale.

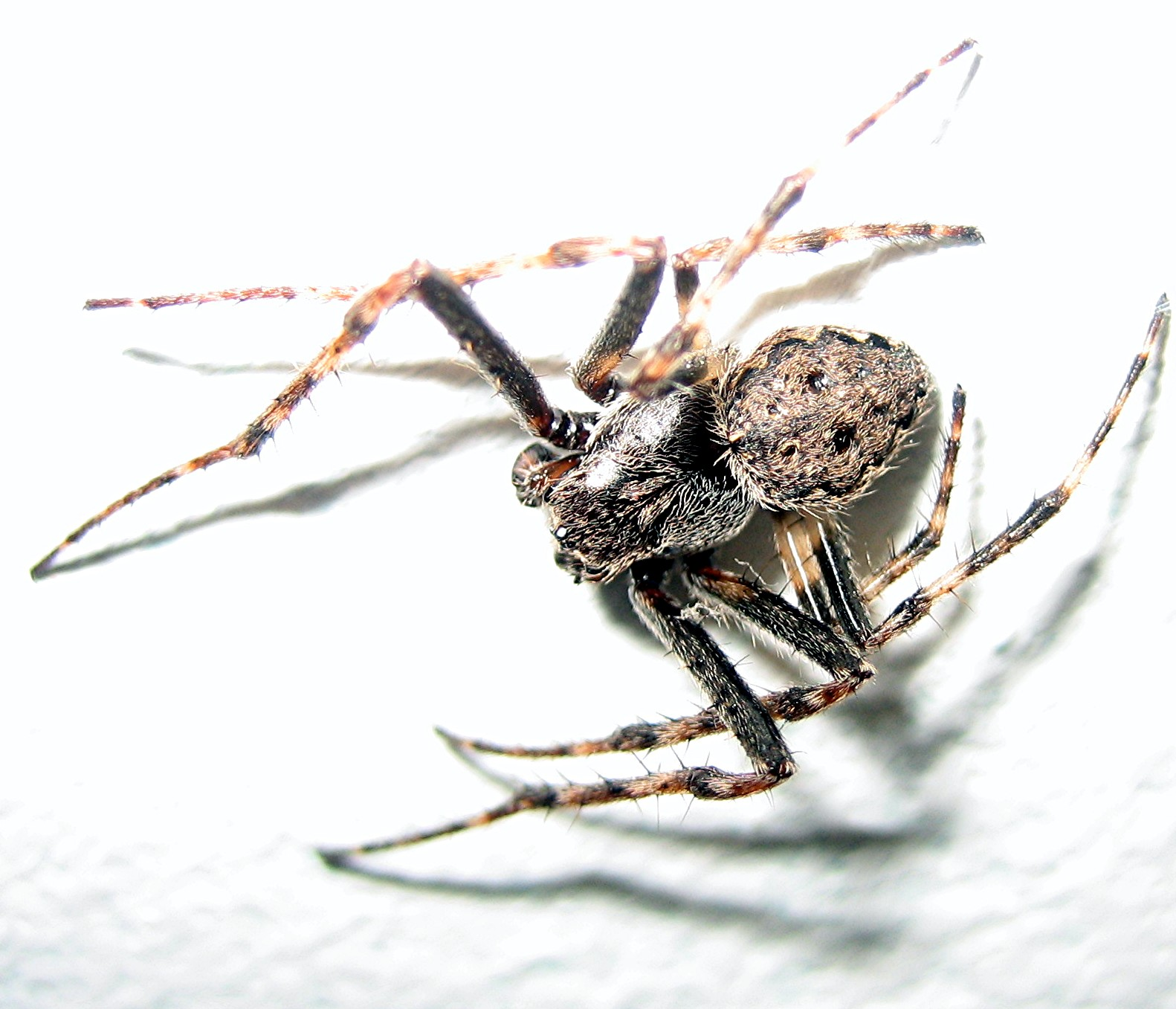
Ritocco con Fotostudio nei parametri di luce, contrasto e nitidezza.

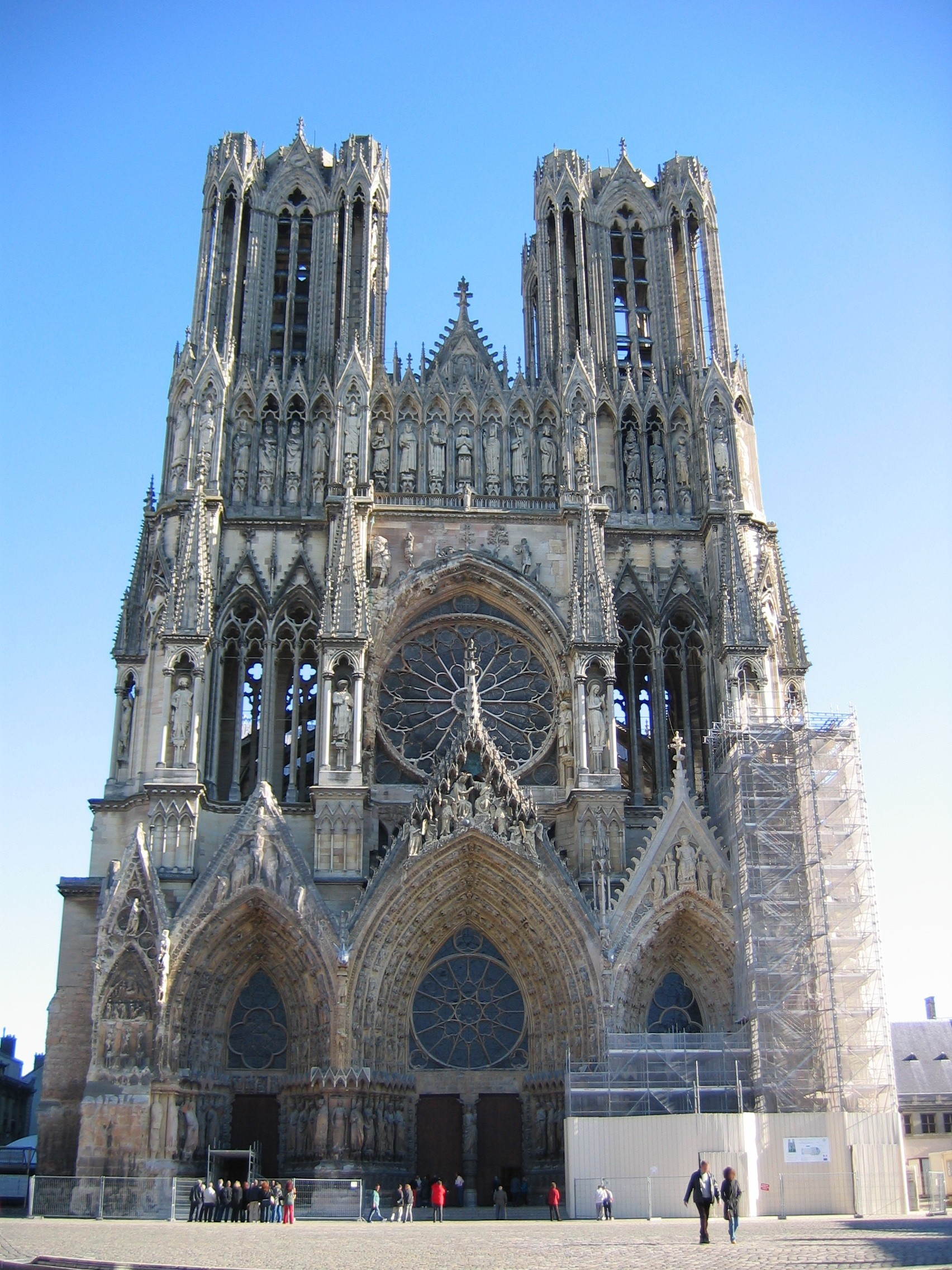
La cattedrale di Reims con distorsione della prospettiva dovuta all'utilizzo di un grandangolo.

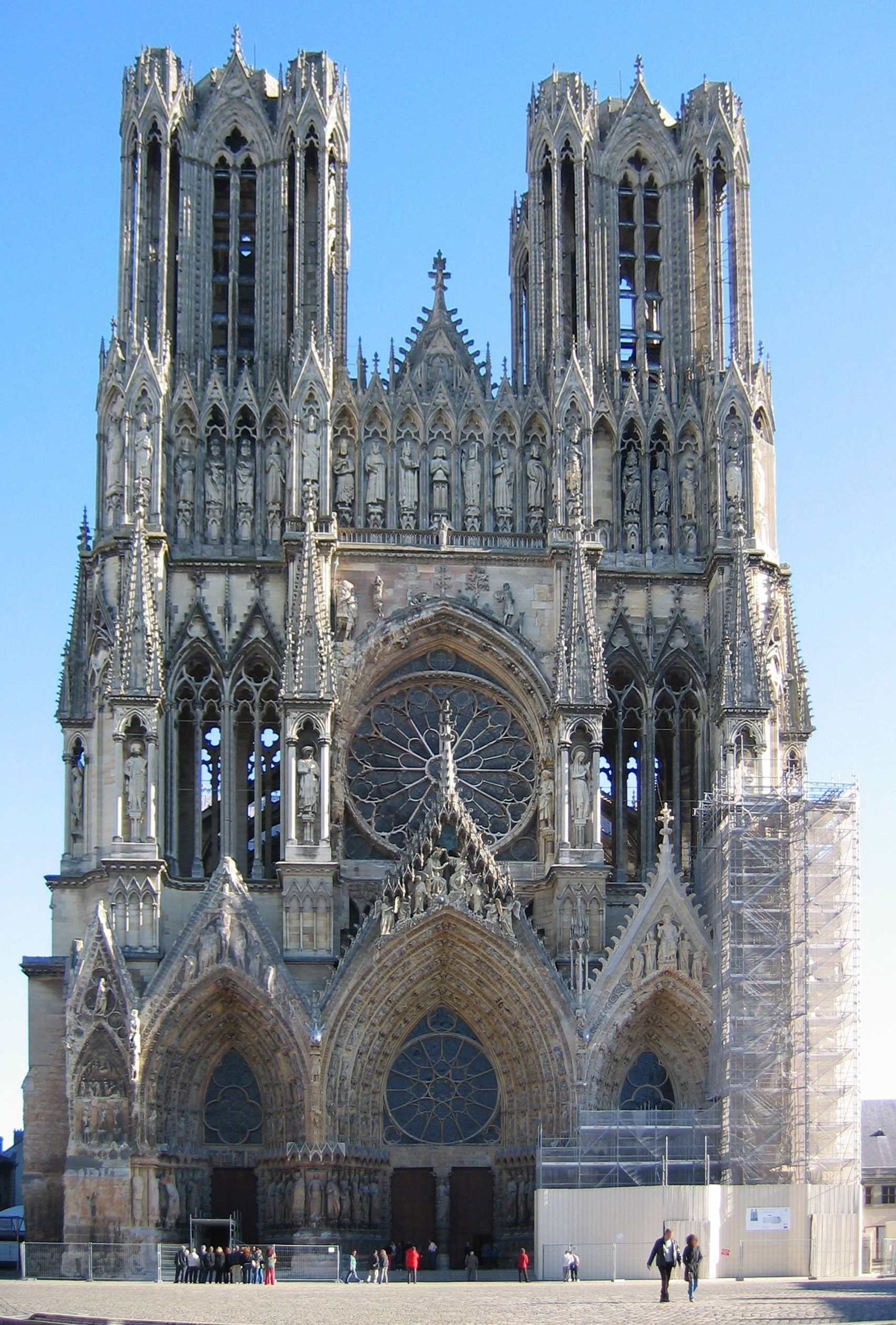
La cattedrale di Reims con correzione della prospettiva.

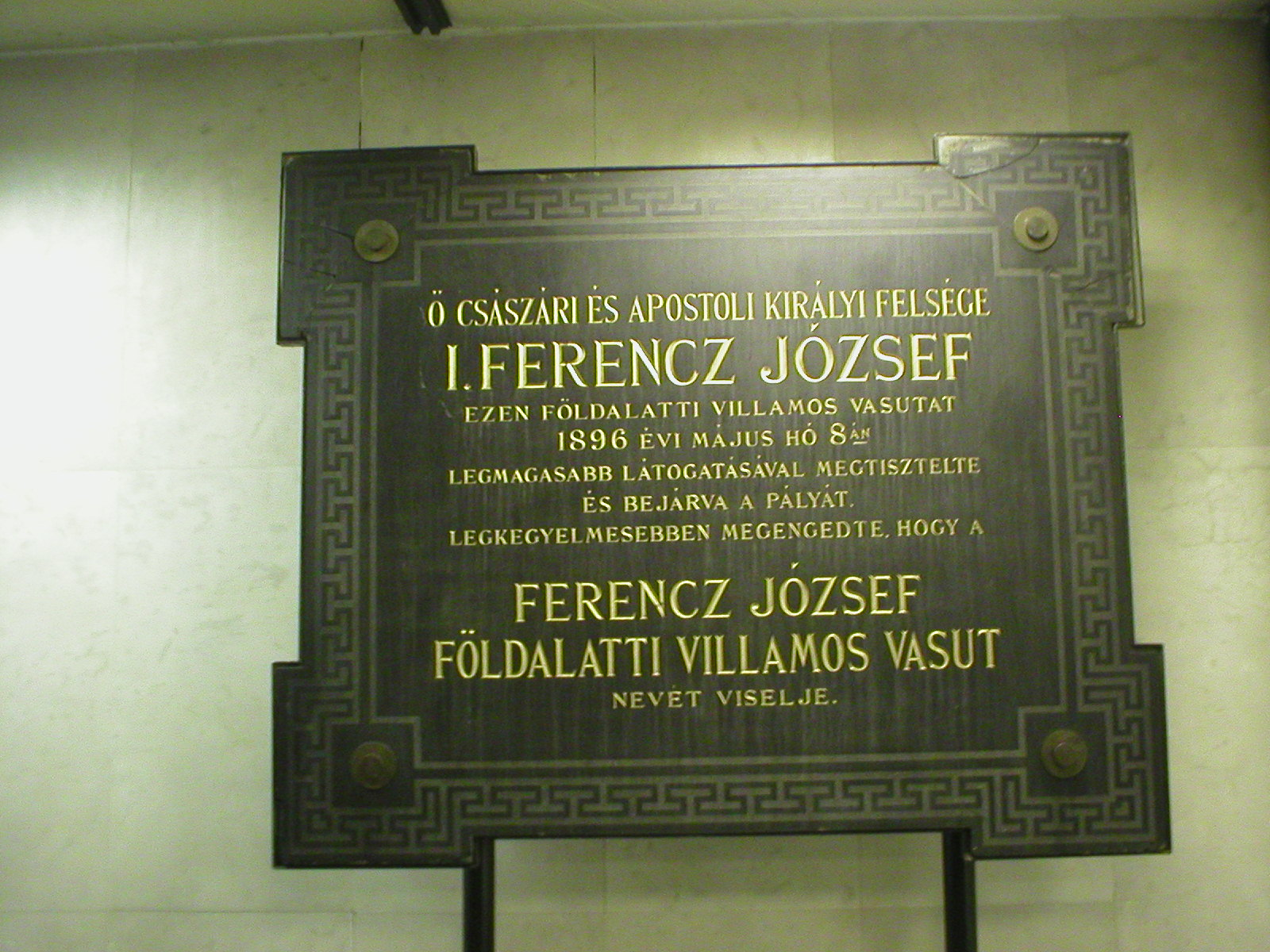
Foto originale di una placca commemorativa.

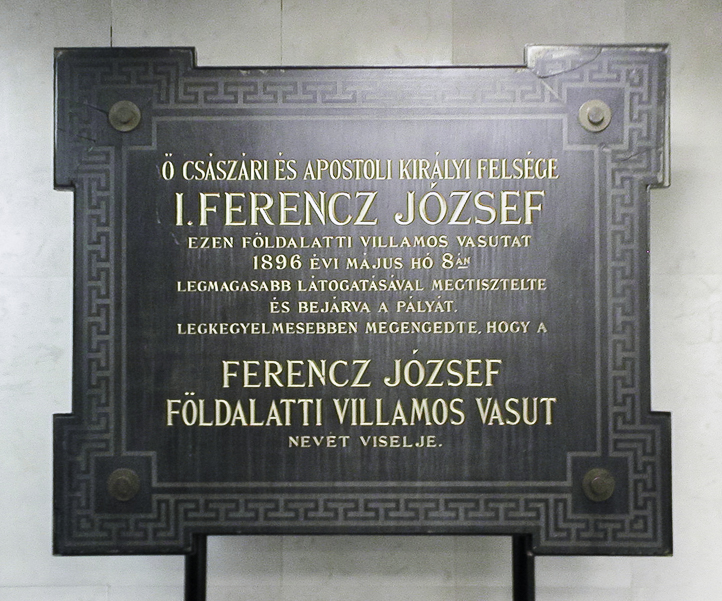
La stessa foto dopo un'elaborazione con un editore di immagini

L'applicazione con la quale avviene l'elaborazione di immagini si chiama editore di immagini, il quale dispone di un menù e di una barra di strumenti che offrono numerose funzioni. Alcune di queste funzioni sono:
- Scurire e schiarire: tramite questi algoritmi digitali si possono simulare i risultati di un virtuale allungamento o diminuzione del tempo di esposizione di una foto.
- Selezione: alcune sezioni dell'immagine possono essere selezionate tramite cerchi, rettangoli, lazo, lazo poligonale, selezione per colore, ecc. Con questo comando puoi iniziare una selezione, ampliare o ridurre una selezione già esistente. Successivamente, la selezione può essere modificata singolarmente dal resto dell'immagine attraverso la creazione di una maschera.
- Correzioni automatiche: per neofiti, alcuni editor di immagini offrono procedure automatiche di correzione. Questi modificano automaticamente il bilanciamento del bianco, la tonalità, il contrasto e altri fattori dell'immagine. Il risultato potrebbe non essere soddisfacente per un professionista.
- Chroma key: la tecnica chroma key(o chiave cromatica) permette di sostituire uno sfondo dai toni grigi con uno più colorato.
- Salvataggio: il comando salva permette di svolgere tre funzioni:
  - Salvare l'immagine nello stesso formato,
  - Convertire il formato originale in un altro per poi salvare l'immagine nel nuovo formato desiderato o
  - Salvare nel formato originale ma con un altro nome.
- Ruota: tramite la rotazione di una immagine si possono correggere eventuali errori in fasi di scatto, di scannerizzazione o di creazione dell'immagine tramite l'editor. Può essere utilizzata anche per dare un particolare effetto desiderato all'immagine.
- Livelli: sono dei fogli virtuali che contengono alcuni elementi dell'immagine che l'utente desidera mantenere separati dal resto. Questi elementi possono essere distribuiti per tutta l'immagine. I livelli possono essere impostati come visibili o invisibili, possono essere anteposti o preposti rispetto ad altri livelli.
- Dati EXIF: mostra i dati Exif contenuti nell'archivio. Nel caso delle foto essi contengono: la data di scatto, apertura del diaframma, tempo di esposizione, marca della macchina fotografica, ecc. Vedi anche IPTC, Metadato.
- Colore: il colore svolge un ruolo importante nell'elaborazione delle immagini. La qualità del colore dell'immagine può essere migliorata con l'uso di alcuni strumenti, come la regolazione della tonalità, il fattore, i valori della luminanza, il contrasto simultaneo, la saturazione, il modello di colore (RGB, CMYK, HSV).
- Metodo di colore e profondità del colore: un'immagine può essere regolata secondo il metodo di colore desiderato: Bitmap, scala di grigio, colore indicizzato, dúplex, RGB, Lab e CMYK. A seconda del metodo di colore si ottiene una differente profondità di colore. La profondità di colore può essere truecolor, high color, colore indicizzato, ma anche tra scala di grigio e bianco e nero.
- Filtro: le immagini possono essere modificate tramite i filtri. Per esempio, il filtro seppia può ingiallire un'immagine per darle un tocco vintage oppure si può dare più luminosità aggiungendo una fonte di luce o diminuire la nitidezza all'immagine. Vedi anche Plugin.
- Effetti: oltre ai filtri, ci sono delle funzioni che riproducono nell'immagine un effetto speciale, come l'effetto vento, l'effetto pioggia, mosaico, ecc.
- Fotomontaggio: con la funzione Fotomontaggio si possono unire più foto in un'unica immagine, creando una composizione. Vedi anche Collage.
- Fotomosaico: con la funzione Fotomosaico l'immagine finale è composta da immagini più piccole. A primo impatto viene notata la figura più grande, mentre con una visione più dettagliata si scorgono i dettagli di quelle più piccole. Vedi anche Collage.
- Elimina: con questa funzione si possono rimuovere gli elementi superflui di un'immagine. Si può mettere in pratica dopo la selezione di questi elementi ed è spesso seguita dall'utilizzo delle funzioni Collage, Fotomontaggio o altri.
- Secchiello: lo strumento secchiello serve per riempire con qualunque colore l'intera area selezionata.
- Correzione gamma: con lo strumento correzione gamma si possono modificare la luminosità e i valori tonali.
- Regolazione luminosità/contrasto: con questa funzione si possono regolare la luminosità e il contrasto.
- Istogramma: con l'istogramma di un'immagine si possono verificare e correggere eventuali errori nella condivisione dei colori dell'immagine. È molto importante nella correzione delle curve tonali. Vedi anche: Equalizzazione dell'istogramma, Istogramma del colore.
- Inverti: con l'invertimento dei colori si può cambiare il colore di un pixel per l'opposto nel modello di colore RGB sottraendo per ogni colore, R, G, B, il valore del colore del massimo (255).
- Canali: il Canale di colore si riferisce al fatto che ogni colore primario utilizza un canale. In CMYK ci sono quattro canali, ciano, magenta, giallo e nero, e in RGB tre canali: rosso, verde e blu. Inoltre, esistono canali alfa in cui si possono salvare eventuali selezioni e maschere.
- Correzione della prospettiva: con la funzione ruota si possono correggere errori di prospettiva di una immagine.
- Colore: lo strumento colore permette di:
  - Colorare tutta l'immagine con un colore in diverse tonalità.
  - Colorare un'area dell'immagine.
  - Diminuire l'opacità di un colore in una determinata area dell'immagine.
- Convertire: permette di convertire un formato di un'immagine in un altro ancora.
- Timbro: serve per copiare sezioni dell'immagine per utilizzarle in un determinato punto con il fine di correggere errori o di coprire oggetti indesiderati presenti nell'immagine.
- Lazo: con lo strumento lazo l'utente può selezionare una sezione dell'immagine con una linea tracciata a polso.
- Macro: è una sequenza di comandi di elaborazione con il fine di ottenere un effetto, che una volta salvata può essere riapplicata in altre immagini quando è necessario.
- Pennello: una delle funzioni più basiche di un editore di immagini è la funzione pennello. Ad esso sono associati vari strumenti come la matita, spray o "aerografo", eccetera, per simulare differenti tecniche di pittura. Si deve fare una distinzione tra la funzione "pennello" e "penna"; con la funzione pennello cambiano le caratteristiche di ogni pixel. La funzione penna disegna aree geometriche seguendo alcune regole matematiche (vettori o percorsi) come cerchi, ellissi, curve, ecc. Successivamente queste figure geometriche vengono convertite in pixel, altrimenti restano degli oggetti geometrici.
- Maschera: la funzione maschera permette di selezionare determinate aree dell'immagine per poterle modificare. Si possono creare con il pennello o ridurre con la gomma. Grazie a questa funzione si può lavorare separatamente su una determinata area senza modificare l'altra che non viene selezionata.
- Monocolore: con questa funzione si possono creare immagini di un solo colore ma con differenti tonalità.
- Panorama: a partire da immagini singole si può creare una panoramica mediante la loro unione e, se necessario, sovrapponendo le aree che si ripetono nelle varie immagini. Per questa funzione specifica si può utilizzare stichting software.
- Penna: con questa funzione, e attraverso l'uso di vettori o percorsi si possono disegnare elementi geometrici semplici. Per disegnare vettori più complessi si può utilizzare un programma per i Scalable Vector Graphics.
- Contagocce: lo strumento contagocce serve per catturare il colore di un determinato pixel dell'immagine per poi utilizzarlo in altre sezioni.
- Gomma: con la gomma si possono eliminare le informazioni di ogni pixel selezionato. La gomma può essere regolata secondo la dimensione e l'opacità.
- Nitidezza: con questa funzione si può aumentare o ridurre la nitidezza dell'immagine, ad esempio per nascondere un elemento indesiderato.
- Scala: la quantità di pixel che ha un'immagine può essere modificata grazie alla funzione scala. I parametri di lunghezza e larghezza possono essere modificati conservando le proporzioni dell'immagine, altrimenti si rischierebbe di ottenere un'immagine distorta. Dopo aver scalato l'immagine, essa continua ad occupare la stessa proporzione della zona di lavoro di prima.
- Dimensione immagine: si possono modificare le dimensioni di un'immagine senza modificarla, creando uno spazio nuovo vuoto per altri utilizzi o tagliando l'immagine e riducendo lo spazio.
- Solarizzazione (Brucia): con la solarizzazione si aumenta la luminosità dei pixel sino a bruciarli(renderli totalmente bianchi).
- Riflettere: si può riflettere l'immagine verticalmente o orizzontalmente in uno specchio virtuale verticale o orizzontale per correggere documenti che si trovano in una posizione errata.
- Batch processing: permette di eseguire gli stessi script o le stesse macro in una serie di immagini automaticamente. Si rivela molto utile quando si vuole creare un album con delle immagini che possiedono gli stessi parametri e necessitano delle stesse modifiche.
- Testo: permette di scrivere un testo sull'immagine e di modificare parametri come il font, la dimensione, il colore e il formato del testo.
- Gamma tonale: è data dalla differenza tra il pixel più scuro e il pixel più chiaro di un colore nel modello di colore RGB. In una gamma tonale ideale ci dovrebbe essere un equilibrio tra pixel chiari e pixel scuri. L'istogramma serve per rilevare gli errori dovuti a un'esposizione non corretta. Questi errori possono essere corretti regolando la saturazione, la luminosità e il contrasti.
- Comprimi: in fase di salvataggio, il programma offre la possibilità di comprimere il file o la risoluzione dell'immagine. Questa funzione influisce nel peso del file e nella sua velocità di upload in rete.
- Gradiente: questo strumento permette di riempire un'area selezionata con una sfumatura di colori o di luci Per esempio, si può utilizzare per creare un gioco di luci e ombre in un cilindro illuminato.
- Bacchetta magica: questo strumento permette di selezionare tutti i pixel che condividono la stessa gradazione di colore.
- Zoom: questo strumento è indispensabile quando si vuole lavorare più dettagliatamente in una determinata area poiché permette di ingrandire e rimpicciolire l'immagine virtualmente.

## Usi specifici dell'editore di immagini
L'elaborazione digitale di immagini è sempre più utilizzata, poiché con la fotografia digitale si possono trasferire le foto direttamente sul computer. Per l'uso amatoriale esistono editori di immagini sviluppati appositamente per principianti, offrendo tra le varie funzioni le correzioni automatiche.
Nel campo professionale, l'elaborazione di immagini digitali è utilizzata da fotografi, grafici in fase di desktop publishing e e in fase di prestampa.
Le immagini modificate dall'editore di immagini digitali vengono successivamente pubblicate in: riviste, cataloghi, libri e altri documenti stampati e elettronici. Visi senza rughe, pelle liscia come la seta, paesaggi mozzafiato e altre caratteristiche sono una conseguenza dell'elaborazione digitale, la quale cancella, ogni giorno sempre più, i confini della realtà. Per questo motivo, l'elaborazione di immagini digitali è spesso volutamente utilizzata per la manipolazione di immagini a proprio piacimento. Ciò nonostante, non possiamo non considerare il fattore artistico. L'elaborazione di immagini è una forma di sviluppo artistico attualmente riconosciuta dall'arte digitale.